# Laguna Panjul
A  Laguna Panjul  é um lago localizado na Guatemala. Localiza-se no departamento de El Petén, Município de Flores.